# Budai Nagy Antal
Budai Nagy Antal (? – 1437. december 10-14. k. Kolozsvár) erdélyi kisnemes, az 1437-es erdélyi parasztfelkelés vezére. Kolozsvárnál, az év végén az erdélyi nemesi seregek ellen vívott harcokban veszthette életét. Hogy elfogták és kivégezték volna, az teljesen valószínűtlen.

## Életpályája
Budai Nagy Antal Dióson élt (Kolozs vármegye). Családja az erdélyi Nagybuda (Bodonkút) helységről kapta a nevét. Katonaként részt vett a huszita háborúkban, Csehországban, ott ismerkedett meg először a huszitizmussal és az újfajta harcmodorral.
Erdélyben a parasztokat egyre nagyobb adókkal sújtotta a főnemesség az 1430-as években. Különösen Zsigmond király pénzrontása váltott ki nagy felzúdulást és ellenségeskedést. Lépes György püspök ráadásul kiátkozta az egyházból azokat a parasztokat és kisnemeseket, akik nem voltak hajlandók neki dézsmát fizetni.

A nemesek durva elnyomása miatt számos paraszt és nemes Husz János tanainak híve lett.

A Bábolna-hegyen gyülekező parasztokhoz Nagy Antal is csatlakozott sok más kisnemessel együtt, akiket ugyancsak a magas dézsma sújtott. Nagy Antalt aztán a felkelők vezérükké választották.
Miután a parasztok követeit Csáki László vajda megölette, Nagy Antal összegyűjtötte a magyar és román paraszthadakat. Miután volt tapasztalata a huszita harcmodort illetően, ezért a felkelőket szekérvárba rendezte, s Désnél megtámadta és megverte az ellenük indult nemesek lovagi seregét.
A nemesek kénytelen-kelletlen tárgyalni kezdtek a felkelőkkel és vezérükkel. A kolozsmonostori egyezséget a nemesek megszegték, mihelyt újabb fegyveres erőt gyűjtöttek. Apátinál azonban ismét a parasztok kerekedtek felül, s Budai Nagy Antal bevonult Kolozsvárra.

### A győzelem után
A győzelem ellenére azonban a második kolozsmonostori egyezményt az ősz végére újabb összecsapások követték. Nagy Antal seregéből a veszteségek és a távozások miatt már kevesen maradtak. Fő erősségük, Kolozsvár ellen vonuló erdélyi sereggel szemben újabb rohamra gyűjtötte össze a parasztsereget. Elszántan harcoltak tovább, ám végül a parasztvezér elesett.
A felkelés rövidesen elbukott, de Kolozsvár január 8-ai visszafoglalásáig még maradtak Észak-Erdély és a Tiszántúl területén ellenállási gócok.

## A szépirodalomban
- Hegedüs Géza: Az erdőntúli veszedelem című történelmi regényében állít emléket Budai Nagy Antalnak és az általa vezetett parasztfelkelésnek. (1950)[1]
- Kós Károly: Budai Nagy Antal (kisregény és dráma, 1936)
- Hunyady József: Oroszlán és gödölye (történelmi regény, 1970)
- Koroda Miklós: Budai Nagy Antal. (kisregény, Budapest, 1951)
- Vidor Miklós: Budai Nagy Antal. (életrajzi regény, Budapest, 1952).

## További irodalom
- Gombos Albin: Az 1437. évi parasztlázadás története (Kolozsvár, 1898)
- Geréb László: A magyar parasztháborúk irodalma (Bp., 1950)
- Székely György: A huszitizmus és a magyar nép (Századok, 1956)